# 노리마츠 아미
노리마츠 아미(일본어: 則松 亜海 のりまつ あみ[*], 1991년 6월 19일 - )는 일본의 배우이다. 전 다카라즈카 가극단 유키구미 여역이다.
지바현 지바시, 게이오기주쿠여자고등학교 출신이다. 키 164cm. 애칭은 "아미(あみ), 다카라즈카 가극단 재단 시절의 예명은 유메카 아미 (일본어: 夢華 あみ ゆめか あみ[*])였다.

## 약력
2008년, 다카라즈카 음악학교에 입학.
2010년, 다카라즈카 가극단 96기생으로 수석입단. 츠키구미 「THE SCARLET PIMPERNEL」으로 유메카 아미로 초무대. 그 후, 유키구미에 배속. 입단 당시부터 우수한 가창력과 연기력으로 주목을 받아, 같은 해 미즈 나츠키ㆍ아이하라 미카 톱 콤비 퇴단공연 『로제』로 신인공연 첫 히로인. 조배속 후 첫작품, 입단 1년차때의 발탁이다.
2011년, 오토즈키 케이 톱 대극장 오히로메 공연 『로미오와 줄리엣』으로 히로인인 줄리엣에 마이하네 미미와 더블 캐스트로 발탁되었다. 전에 다이치 마오의 상대역이었던 쿠로키 히토미를 뛰어넘는 스피드로 대극장 히로인을 연기했다. 같은 해 바우 워크샵 「작열의 저편」으로 호시노 안리와 바우홀 공연 더블 히로인.
2013년, 소 카즈호ㆍ마나카 아유 톱 콤비 대극장 오히로메 공연 「베르사이유의 장미」로 두번째 신인공연 히로인인 마리 앙투아네트를 연기하다.
2014년 2월 9일, 「Shall we 댄스? / CONGRATULATIONS 다카라즈카!!」 도쿄공연 천추락을 기해, 다카라즈카 가극단을 퇴단.
2015년부터 우메다예술극장 소속으로, 본명인 노리마츠 아미로 예능활동을 재개했으나, 2019년 11월부터 프리가 되었다.

## 다카라즈카 가극 재단 시절 주요 무대
| 기간 (월)       | 소속 | 제목                                              | 공연장                                 | 배역                            | 비고                                        |
| --------------- | ---- | ------------------------------------------------- | -------------------------------------- | ------------------------------- | ------------------------------------------- |
| 2010년          |      |                                                   |                                        |                                 |                                             |
| 4~5             | 츠키 | THE SCARLET PIMPERNEL                             | 다카라즈카 대극장                      |                                 | 초무대                                      |
| 6 - 9           | 유키 | 로제                                              | 다카라즈카 대극장 도쿄 다카라즈카 극장 | 레아 (신인공연)                 | 본역 : 아이하라 미카 신인공연 첫 히로인     |
| 6 - 9           | 유키 | 록 온!                                            | 다카라즈카 대극장 도쿄 다카라즈카 극장 |                                 |                                             |
| 10 - 11         | 유키 | 처음으로 사랑했다                                 | 드라마시티 일본청년관                  | 나탈리                          |                                             |
| 2011년          |      |                                                   |                                        |                                 |                                             |
| 1 - 3           | 유키 | 로미오와 줄리엣                                   | 다카라즈카 대극장 도쿄 다카라즈카 극장 | 줄리엣                          | 마이하네 미미와 더블 캐스트 대극장 히로인   |
| 7               | 유키 | 작열의 저편 ~「오듀세우스 편」과 「코모두스 편」~ | 바우홀                                 | 안느                            | 바우 더블 히로인                            |
| 9 - 11          | 유키 | 가면의 남자                                       | 다카라즈카 대극장 도쿄 다카라즈카 극장 |                                 |                                             |
| 9 - 11          | 유키 | ROYAL STRAIGHT FLUSH!!                            | 다카라즈카 대극장 도쿄 다카라즈카 극장 |                                 |                                             |
| 2012년          |      |                                                   |                                        |                                 |                                             |
| 1               | 유키 | 인피니티 -무궁무진한 세계-                        | 바우홀                                 |                                 |                                             |
| 3 - 5           | 유키 | 돈 카를로스                                       | 다카라즈카 대극장 도쿄 다카라즈카 극장 | 에볼리 공녀 (신인공연)          | 본역 : 마나카 아유                          |
| 3 - 5           | 유키 | Shining Rhythm!                                   | 다카라즈카 대극장 도쿄 다카라즈카 극장 |                                 |                                             |
| 7 - 8           | 유키 | 쌍곡선상의 카르테                                 | 바우홀 일본청년관                      | 아니터                          | 첫 에트와르                                 |
| 10 - 12         | 유키 | JIN -仁-                                          | 다카라즈카 대극장 도쿄 다카라즈카 극장 | 토세 / 간호사 노카제 (신인공연) | 본역 : 마나카 아유                          |
| 10 - 12         | 유키 | GOLD SPARK! -이 순간을 영원히-                    | 다카라즈카 대극장 도쿄 다카라즈카 극장 |                                 |                                             |
| 2013년          |      |                                                   |                                        |                                 |                                             |
| 2               | 유키 | 젋은 날의 노래는 잊히지 않는다                    | 중일극장                               | 세츠                            |                                             |
| 2               | 유키 | Shining Rhythm!                                   | 중일극장                               |                                 |                                             |
| 4 - 7           | 유키 | 베르사이유의 장미 -페르젠 편-                     | 다카라즈카 대극장 도쿄 다카라즈카 극장 | 소피 마리 앙투아네트 (신인공연) | 본역 : 마나카 아유 신인공연 히로인 에트와르 |
| 8 - 9           | 유키 | 젋은 날의 노래는 잊히지 않는다                    | 전국투어                               | 세츠                            |                                             |
| 8 - 9           | 유키 | 나르시스 노엘 2                                   | 전국투어                               |                                 |                                             |
| 11 - 2014년 2월 | 유키 | Shall we 댄스?                                    | 다카라즈카 대극장 도쿄 다카라즈카 극장 | 리지트 조셀린 하트 (신인공연)   | 본역 : 마나카 아유                          |
| 11 - 2014년 2월 | 유키 | CONGRATULATIONS 다카라즈카!!                      | 다카라즈카 대극장 도쿄 다카라즈카 극장 |                                 | 퇴단공연                                    |

## 다카라즈카 가극 퇴단 이후 주요 활동
| 기간 (월) | 제목                     | 공연장                                                   | 배역            | 비고                          |
| --------- | ------------------------ | -------------------------------------------------------- | --------------- | ----------------------------- |
| 2015년    |                          |                                                          |                 |                               |
| 3 - 4     | 타이타닉                 | 시어터코쿤 드라마시티                                    | 케이트 맥고원   |                               |
| 2016년    |                          |                                                          |                 |                               |
| 4 - 6     | 1789 -바스티유의 연인들- | 제국극장 우메다예술극장                                  | 뤼실            |                               |
| 10 - 11   | 스칼렛 핌퍼넬            | 아카사카ACT시어터 우메다 예술극장 도쿄국제포럼           | 마리 그로숄츠   |                               |
| 2017년    |                          |                                                          |                 |                               |
| 3         | 마리우스                 | 일생극장                                                 |                 |                               |
| 5 - 6     | 아사히나쿠               | EX THEATER ROPPONGI 모리노미야 피로티홀 아이치현예술극장 | 후투토메 야스코 |                               |
| 8 - 9     | 홍당무                   | 신바시연무장 오사카 쇼치쿠좌                             |                 |                               |
| 11 - 12   | 스칼렛 핌퍼넬            | 우메다예술극장 TBS아카사카ACT시어터                      | 마리 그로숄츠   |                               |
| 2018년    |                          |                                                          |                 |                               |
| 1 - 2     | 마타하리                 | 우메다예술극장 도쿄국제포럼                              |                 |                               |
| 4 - 7     | 1789 -바스티유의 연인들- | 제국극장 신가부키좌 하카타좌                             | 뤼실            |                               |
| 2020년    |                          |                                                          |                 |                               |
| 11 - 12   | NINE                     | TBS아카사카ACT시어터 우메다예술극장                      |                 |                               |
| 2021년    |                          |                                                          |                 |                               |
| 10 - 11   | 돈 후안                  | 우메다예술극장 TBS아카사카ACT시어터                      |                 |                               |
| 2022년    |                          |                                                          |                 |                               |
| 7 - 8     | 미스 사이공              | 제국극장                                                 | 지지            | 아오야마 이쿠요와 더블 캐스트 |